# Опорівська сільська рада
Опорівська сільська рада — орган місцевого самоврядування у Дрогобицькому районі Львівської області з адміністративним центром у с. Опори.

## Загальні відомості
Історична дата утворення: в 1992 році. Водоймища на території, підпорядкованій даній раді: річка Тисьмениця.

## Населені пункти
Сільській раді підпорядковані населені пункти:
- с. Опори

## Склад ради
Рада складається з 16 депутатів та голови.